# 金山郡
金山郡，中国古代的郡。
隋朝大业三年（607年），改绵州为金山郡，治所在巴西县（今四川省绵阳市），下辖七县：巴西县、昌隆县、涪城县、魏城县、神泉县、金山县、万安县，户三万六千九百六十三。唐朝武德元年（618年），恢复州制，改金山郡为绵州，唐玄宗天宝元年（742年），再改绵州为巴西郡，唐肃宗乾元元年（758年），恢复州制，改巴西郡为绵州。